# Малієвецький парк
Малієве́цький парк — парк-пам'ятка садово-паркового мистецтва загальнодержавного значення в Україні. Розташований у межах Новодунаєвецької селищної громади Кам'янець-Подільського району Хмельницької області, на східній околиці села Маліївців.
Площа 17,2 га. Сучасний статус — з 1960 року. Перебуває у віданні Малієвецького обласного історико-культурного музею.
Природоохоронний статус наданий з метою збереження парку, закладеного наприкінці XVIII ст, як частину маєтку поміщиків Орловських.
Парк розташований на лівому березі струмка, що впадає в річку Ушку (притока Ушиці). Рельєф характеризується мальовничими ландшафтами — похилі (місцями круті) схили балки, що переходять у рівнинну ділянку заплави струмка. Зведений у класичному стилі. Тут облаштовані доріжки, природні джерела, створено два ставки з острівком, а також штучний водоспад.
З рослинності парку особливу цінність становлять 200-річні сосни Веймута, а також сосна чорна європейська, сосна кедрова європейська, ялина колюча, модрина польська, бук звичайний, горіх чорний. Є стара бузкова алея і 300-річний ясен звичайний. Загалом тут зростає 84 види та форми деревних рослин.
Парк є туристичним та історико-культурним об'єктом.

## Фотографії

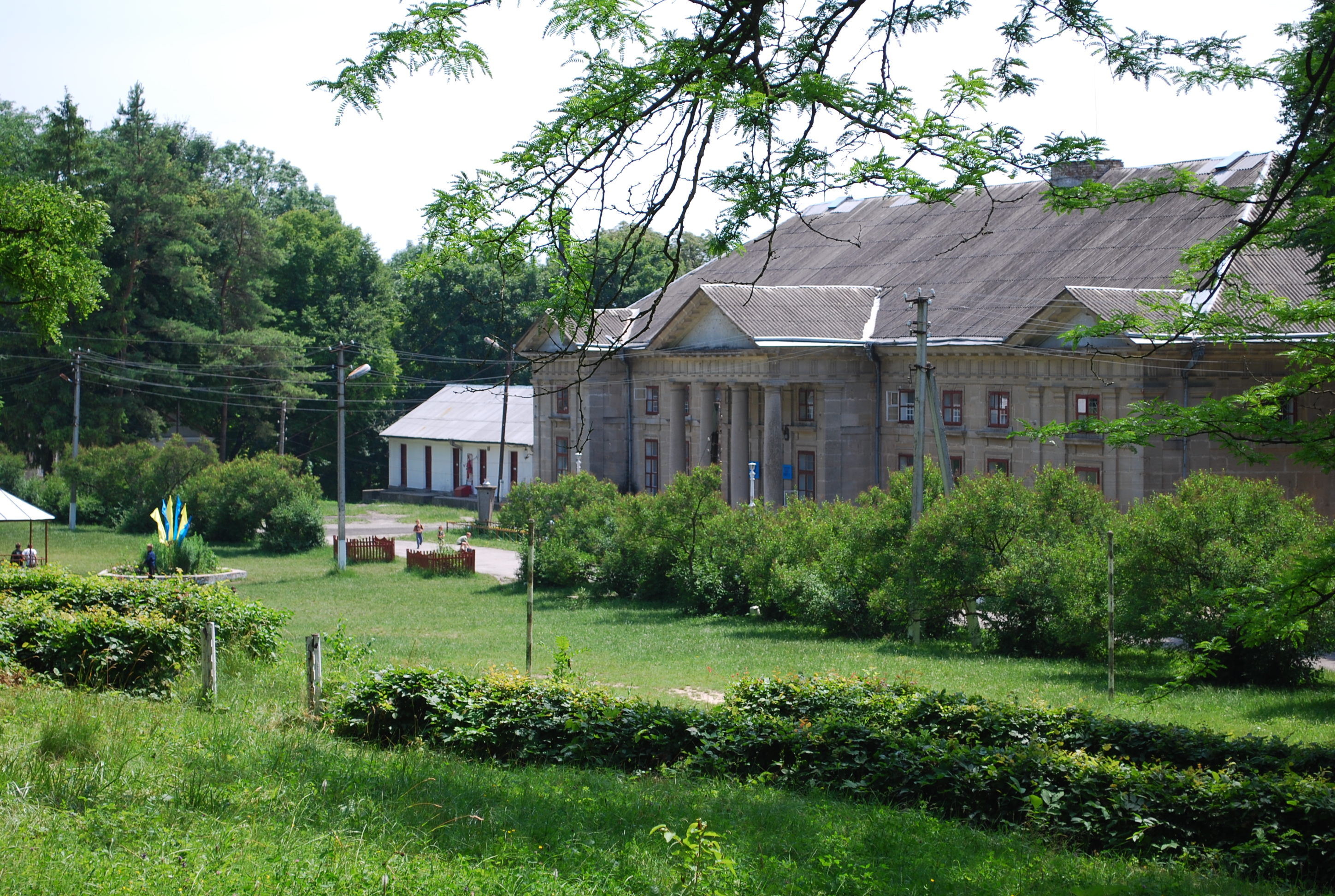
Біля палацу
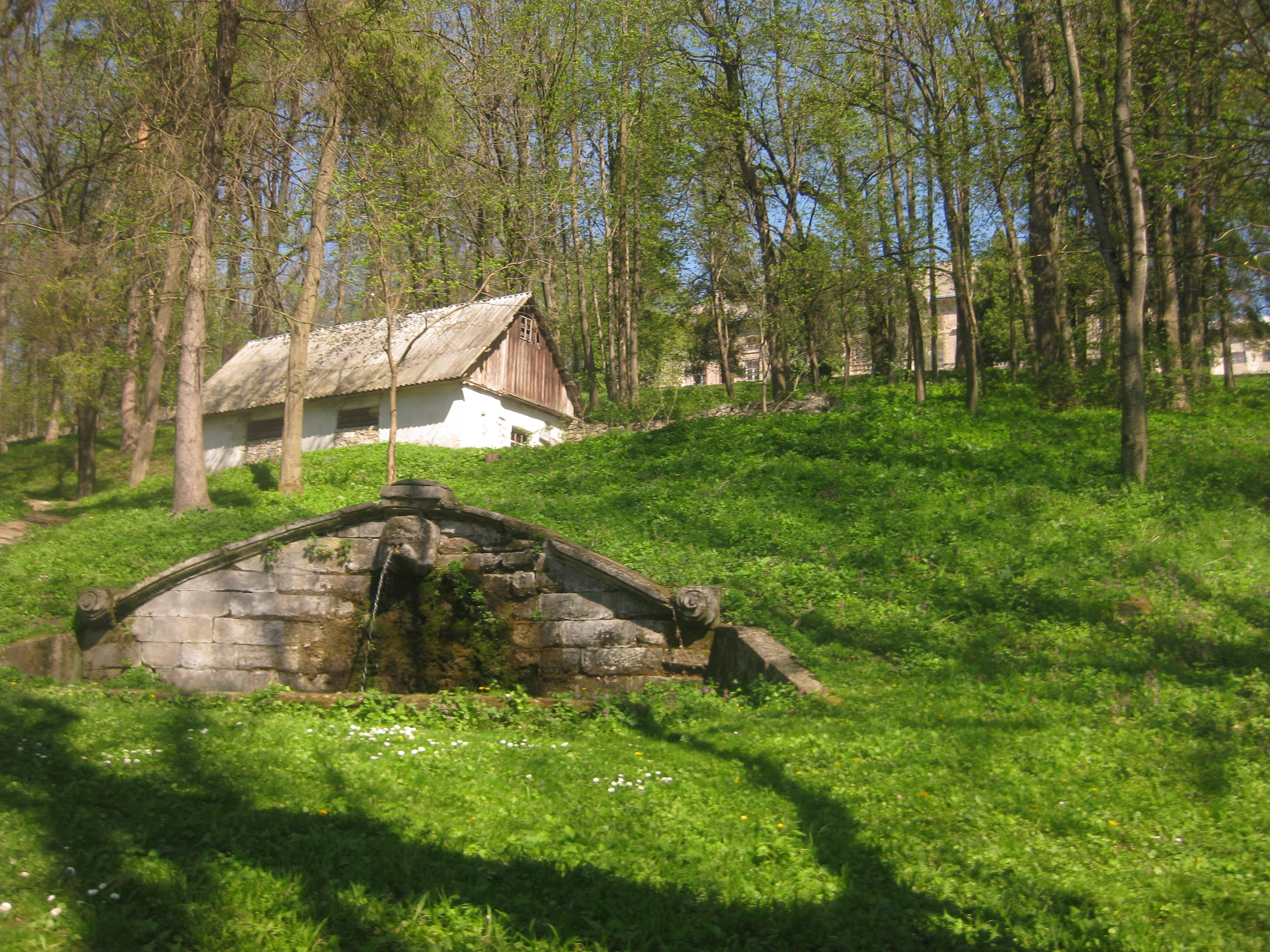
Джерело в парку
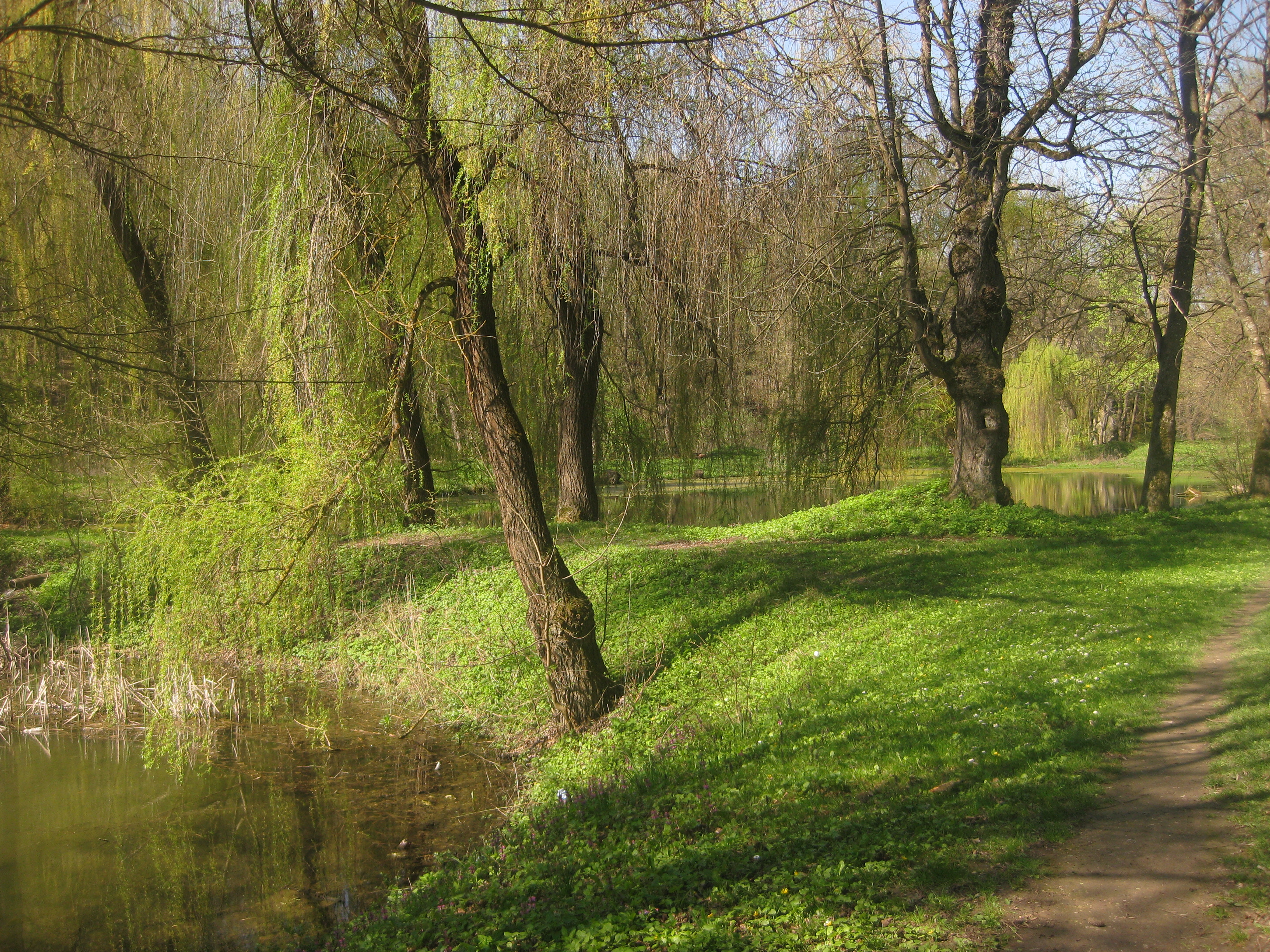
Біля ставків
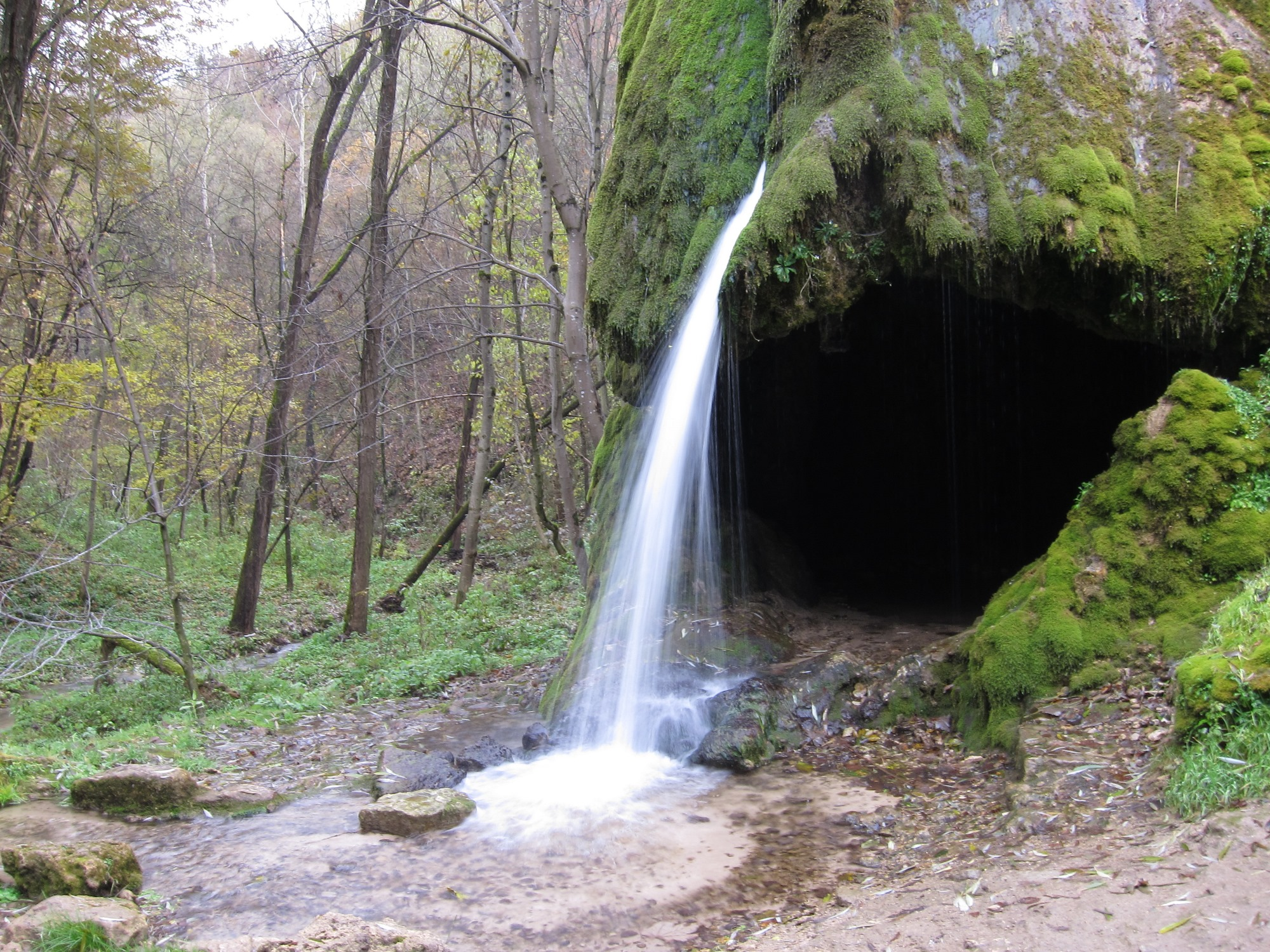
Малієвецький водоспад